# Weltklasse Zürich 2017
Il Weltklasse Zürich 2017 è stato la 89ª edizione dell'omonimo meeting, annuale competizione di atletica leggera, ed ha avuto luogo allo Stadio Letzigrund  di Zurigo, in Svizzera, il 23 e il 24 agosto 2017. Il meeting è stato anche la penultima tappa del circuito ufficiale IAAF Diamond League 2017, nonché la prima delle due tappe "finali" del circuito stesso.

## Programma

### Giorno 1
| # | Orario | Specialità       |
| - | ------ | ---------------- |
| 1 | 18:30  | Salto con l'asta |

### Giorno 2
| # | Orario | Specialità             |
| - | ------ | ---------------------- |
| 1 | 18:35  | Salto in alto          |
| 2 | 19:10  | Salto con l'asta       |
| 3 | 20:13  | 1500 metri             |
| 4 | 20:45  | Salto in lungo         |
| 5 | 20:49  | 400 metri ostacoli     |
| 6 | 20:55  | Lancio del giavellotto |
| 7 | 21:08  | 100 metri              |
| 8 | 21:14  | 5000 metri             |
| 9 | 21:43  | 400 metri              |

| # | Orario | Specialità             |
| - | ------ | ---------------------- |
| 1 | 18:25  | Salto triplo           |
| 2 | 19:25  | Lancio del giavellotto |
| 3 | 19:35  | Getto del peso         |
| 4 | 20:05  | 400 metri ostacoli     |
| 5 | 20:24  | 200 metri              |
| 6 | 20:31  | 3000 metri siepi       |
| 7 | 20:58  | 800 metri              |
| 8 | 21:35  | 100 metri ostacoli     |

     Specialità valide per la Diamond League

## Risultati
Di seguito i primi tre classificati di ogni specialità.

### Uomini
| Specialità             |                    | Prestazione | 2º classificato   | Prestazione | 3º classificato         | Prestazione |
| 100 m                  | Chijindu Ujah      | 09"97       | Ben Youssef Meïté | 09"97       | Ronnie Baker            | 10"01       |
| 400 m                  | Isaac Makwala      | 43"95       | Gil Roberts       | 44"54       | Vernon Norwood          | 45"01       |
| 1500 m                 | Timothy Cheuriyot  | 3'33"93     | Silas Kiplagat    | 3'34"26     | Elijah Motonei Manangoi | 3'34"65     |
| 5000 m                 | Mo Farah           | 13'06"05    | Muktar Edris      | 13'06"09    | Yomif Kejelcha          | 13'06"18    |
| 400 m ostacoli         | Kyron McMaster     | 48"07       | Karsten Warholm   | 48"22       | Kariem Hussein          | 48"45       |
| Salto in alto          | Mutaz Essa Barshim | 2.36 m      | Majd Eddin Ghazal | 2.31 m      | Bohdan Bondarenko       | 2.31 m      |
| Salto con l'asta       | Sam Kendricks      | 5.87 m      | Piotr Lisek       | 5.80 m      | Pawel Wojciechowski     | 5.80 m      |
| Salto in lungo         | Luvo Manyonga      | 8.49 m      | Ruswahl Samaai    | 8.31 m      | Jarrion Lawson          | 8.12 m      |
| Lancio del giavellotto | Jakub Vadlejch     | 88.50 m     | Thomas Röhler     | 86.59 m     | Tero Pitkämäki          | 86.57 m     |

### Donne
| Specialità             |                     | Prestazione | 2º classificato     | Prestazione | 3º classificato          | Prestazione |
| 200 m                  | Shaunae Miller-Uibo | 21"88       | Elaine Thompson     | 22"00       | Marie-Josée Ta Lou       | 22"09       |
| 800 m                  | Caster Semenya      | 1'55"84     | Francine Niyonsaba  | 1'56"71     | Margaret Nyairera Wambui | 1'56"87     |
| 3000 m siepi           | Ruth Jebet          | 8'55"29     | Beatrice Chepkoech  | 8'59"84     | Norah Jeruto             | 9'05"31     |
| 100 m ostacoli         | Sally Pearson       | 12"55       | Sharika Nelvis      | 12"55       | Christina Manning        | 12"67       |
| 400 m ostacoli         | Zuzana Hejnová      | 54"13       | Sara Slott Petersen | 54"35       | Léa Sprunger             | 54"66       |
| Salto con l'asta       | Katerina Stefanidi  | 4.87 m DLR  | Sandi Morris        | 4.87 m DLR  | Katie Nageotte           | 4.72 m      |
| Salto triplo           | Olga Rypakova       | 14.55 m     | Yulimar Rojas       | 14.52 m     | Caterine Ibargüen        | 14.48 m     |
| Getto del peso         | Lijiao Gong         | 19.60 m     | Anita Márton        | 18.54 m     | Yuliya Leantsiuk         | 18.47 m     |
| Lancio del giavellotto | Barbora Špotáková   | 65.54 m     | Kelsey-Lee Roberts  | 64.53 m     | Sara Kolak               | 64.47 m     |

     Prestazione che stabilisce il nuovo record del meeting.